# Uchide no kozuchi
Uchide no kozuchi (打ち出の小槌|打ち出の小槌?) è un "maglio magico" o un "martello magico" di legno del folclore giapponese in grado di realizzare qualsiasi desiderio. Per questa sua peculiarità, talvolta il suo nome è reso come "maglio dei desideri" o "maglio della fortuna". Il maglio magico appare spesso nei racconti popolari giapponesi.
Nella folkloristica, l'uchide no kozuchi è catalogato nel sistema di classificazione Stith Thompson alla voce "martello magico", D "1470.1.46".

## Etimologia
La parola uchi de no kozuchi si traduce letteralmente in "[piccolo] martello che colpisce", o "martello che colpisce [ciò che si desidera]". In parole povere, significa che per utilizzarlo il martello debba essere scosso o fatto oscillare.

## Storia
Secondo il mito, il maglio magico è un attributo tipico dell'iconica divinità Daikokuten, che è spesso rappresentata mentre lo tiene in mano in statue, statuette, netsuke e nelle opere architettoniche.
Secondo il setsuwa buddista Hōbutsushū (1179) il maglio è un "tesoro meraviglioso", in modo tale che quando si esce in un campo aperto, può essere usato per far comparire una dimora sontuosa, servi, giullari e cortigiane, bestiame, cibo e splendidi abiti. Tuttavia, tutti gli oggetti desiderati per la fama scompaiono al suono della campana, da qui la necessità di usarlo in un campo vuoto. La morale di questo racconto è che i beni materiali non sono un vero tesoro.
La tradizione che gli orchi possedessero questo prezioso maglio è precedente alla raccolta otogi-zōshi, risalente al periodo Muromachi. Infatti, nel rotolo numero 6 dell'Heike monogatari, nel capitolo su Gion no nyōgo, è presente un racconto aneddotico in cui, vicino al Santuario di Gion, una persona che si muove nella notte viene scambiata per un oni, poiché indossa un copricapo di canne per ripararsi dalla pioggia, che viene scambiato per una chioma argentea, mentre una lampada di terracotta viene scambiata per l'uchide no kozuchi. Ciò attesta la credenza che il meraviglioso oggetto fosse presumibilmente di proprietà degli orchi. Il racconto dice che fu ordinato alla guardia imperiale Tadamori di indagare e il funzionario scoprì che si trattava solo di un sacerdote intento a illuminare con una luce il piccolo santuario. Lo stesso aneddoto si verifica anche nel Genpei jōsuiki, in cui si afferma che il sacerdote soffiava sulla lampada per ravvivare la fiamma e quando lo faceva il copricapo sulla sua testa s'illuminava, apparendo come una chioma fatta da aghi d'argento. Se questo evento è accaduto realmente, deve risalire all'epoca in cui fu concepito Kiyomori, in quanto il marito di sua madre, la quale era l'amante dell'imperatore Shirakawa, era proprio Tadamori. Molto probabilmente il racconto serviva a rivendicare un'origine reale per Kiyomori.
In Issun-bōshi, l'eroe ottiene il maglio sconfiggendo un oni e lo utilizza per accumulare ricchezza e raggiungere una taglia normale. In Momotarō, che incorpora tradizioni più antiche, il martello viene rubato dagli orchi di Onigashima, insieme al kakuremino e al kakurekasa (rispettivamente il mantello e il cappello dell'invisibilità).
La lista si trova anche nell'Hōgen monogatari, per quanto riguarda il viaggio di Minamoto no Tametomo verso l'isola di Onigashima. Tametomo scoprì che gli isolani sostenevano di essere discendenti degli oni e in alcuni testi chiamavano i loro tesori ormai perduti "mantello dell'invisibilità, cappello dell'invisibilità, scarpe galleggianti, scarpe che affondano e spada" e in precedenti varianti dei testi (del gruppo di codici Nakai) uno dei tesori è chiamato uchide no kutsu (scarpe dei desideri), che secondo gli studiosi potrebbe essere un probabile errore di trascrizione, in quanto il nome originale poteva essere uchide no kozuchi.